# إيذاء المدنيين
إيذاء المدنيين هو الاستخدام المتعمد للعنف ضد غير المقاتلين في النزاع. ويشمل أشكال العنف المميتة (مثل القتل)، وكذلك أشكال العنف غير المميتة مثل التعذيب، والترحيل القسري، والاغتصاب.
حدد الباحثون عوامل مختلفة قد توفر حوافز لاستخدام العنف ضد المدنيين، أو تخلق حوافز لضبط النفس. يحدث العنف ضد المدنيين في العديد من أنواع النزاعات الأهلية، ويمكن أن يشمل أي أعمال تستخدم فيها القوة لإيذاء أو إلحاق الضرر بالمدنيين أو الأهداف المدنية. ويمكن أن تكون قاتلة أو غير قاتلة. خلال فترات النزاع المسلح، هناك أسس وجهات فاعلة وعمليات على عدد من المستويات التي تؤثر على احتمالية العنف ضد المدنيين.